# Capella de la Mare de Déu dels Dolors
La Mare de Déu dels Dolors de la Seu d'Urgell és una capella del Palau Episcopal d'Urgell definida com a obra gòtica de la Seu d'Urgell a l'Alt Urgell i protegida com a Bé Cultural d'Interès Local.

## Descripció
La capella de la Mare de Déu dels Dolors, possiblement del segle xvi, és actualment un magatzem on es guarden els grups processionals de Setmana Santa. La construcció està adossada al Palau Episcopal. Està coberta amb volta de creueria. L'exterior és totalment arrebossat.
Aquesta antiga església sense culte des de fa anys està en obres per acollir els fons dels arxius del Bisbat d'Urgell que actualment es troben a l'interior del Palau. Aquest edifici annex al Palau serà blindat i se n'habilitarà una sala per a conferències i exposicions.